# Paolo Lasca
Paolo Lasca (Merano, 12 novembre 1964) è un ex hockeista su ghiaccio italiano, di ruolo portiere.

## Biografia
Nella sua lunga carriera, incominciata all'inizio degli anni '80 e terminata nel 2000 ha sempre vestito la maglia dell'Hockey Club Bolzano, pressoché sempre col ruolo di portiere di riserva, con l'eccezione di una stagione giocata all'Hockey Club Fiemme Cavalese (1987-1988).
Coi biancorossi ha vinto per sette volte il titolo italiano.

## Palmarès
- Campionato italiano: 7

HC Bolzano: 1984-1985, 1989-1990, 1994-1995, 1995-1996, 1996-1997, 1997-1998, 1999-2000
- Alpenliga: 1

HC Bolzano: 1993-1994
- Torneo Sei Nazioni: 1

HC Bolzano: 1994-1995